# Rescue Me (OneRepublic)
Rescue Me è un singolo del gruppo musicale statunitense OneRepublic, pubblicato il 17 maggio 2019 come primo estratto dal quinto album in studio Human.

## Descrizione
Scritto e prodotto da Ryan Tedder e Brent Kutzle, il brano è stato annunciato il 14 maggio 2019 con una serie di promo, con seguito "nuova era".

## Promozione
Il gruppo ha eseguito Rescue Me in varie occasioni: in concomitanza con l'uscita del singolo, è stato presentato all'Ellen Show, alla finale della sedicesima stagione di The Voice il 21 maggio 2019, al Bottle Rock Nation il 24 maggio 2019 e al Tonight Show di Jimmy Fallon il 13 giugno dello stesso anno.

## Video musicale
Il 17 maggio 2019, insieme all'uscita del singolo, è stato presentato in anteprima il video musicale. Diretto da Christian Lamb, ha partecipato Cody Bingham, concorrente al programma Dancing with the Stars: Juniors. Nel video, il ragazzo è inseguito da un gruppo di inseguitori che vanno in bicicletta. Fortunatamente, per il ragazzo, le sue doti di ballo gli fanno respingere l'attacco dei suoi inseguitori. Le immagini per la clip sono state realizzate a Silverton, Oregon.

## Tracce
Testi e musiche di Ryan Tedder e Brent Kutzle.
Download digitale
1. Rescue Me – 2:38

Download digitale – Acoustic
1. Rescue Me (Acoustic) – 2:44

Download digitale – BUNT. Remix
1. Rescue Me (con BUNT.) (BUNT. Remix) – 2:54

## Formazione
Gruppo
- Ryan Tedder – voce, strumentazione, programmazione
- Brent Kutzle – strumentazione, programmazione
- Zach Filkins – strumentazione
- Eddie Fisher – strumentazione
- Drew Brown – strumentazione
- Brian Willet – strumentazione

Altri musicisti
- Tyler Spry – programmazione, chitarra aggiuntiva
- John Nathaniel – programmazione, cori aggiuntivi
- Mojaveghst – effetti sonori aggiuntivi

Produzione
- Brent Kutzle – produzione
- Ryan Tedder – produzione
- Tyler Spry – coproduzione, ingegneria parti vocali
- Șerban Ghenea – missaggio
- John Hanes – assistenza al missaggio
- Matt Beckley – produzione parti vocali
- Rich Rich – ingegneria parti vocali
- Eric Gorman – ingegneria parti vocali
- David Saenz – assistenza tecnica
- Carter Jahn – assistenza tecnica
- Spencer Bleasdale – assistenza tecnica
- OneRepublic – registrazione
- Chris Gehringer – mastering

## Classifiche

### Classifiche settimanali
| Classifica (2019-20) | Posizione massima |
| -------------------- | ----------------- |
| Australia            | 26                |
| Austria              | 17                |
| Belgio (Fiandre)     | 27                |
| Belgio (Vallonia)    | 13                |
| Canada               | 58                |
| Estonia              | 19                |
| Francia              | 106               |
| Germania             | 24                |
| Grecia               | 33                |
| Irlanda              | 23                |
| Italia               | 44                |
| Lettonia             | 16                |
| Lituania             | 11                |
| Norvegia             | 40                |
| Nuova Zelanda        | 22                |
| Paesi Bassi          | 71                |
| Polonia              | 27                |
| Portogallo           | 71                |
| Regno Unito          | 52                |
| Repubblica Ceca      | 12                |
| Romania              | 91                |
| Singapore            | 20                |
| Slovacchia           | 18                |
| Slovenia             | 41                |
| Stati Uniti          | 105               |
| Svezia               | 31                |
| Svizzera             | 21                |
| Ucraina              | 198               |
| Ungheria             | 11                |

### Classifiche di fine anno
| Classifica (2019) | Posizione |
| ----------------- | --------- |
| Australia         | 97        |
| Austria           | 30        |
| Belgio (Fiandre)  | 78        |
| Belgio (Vallonia) | 67        |
| Germania          | 59        |
| Lettonia          | 52        |
| Svizzera          | 40        |
| Ungheria          | 36        |
| Classifica (2024) | Posizione |
| Estonia           | 131       |